# UA1207
UA1207 - rakieta wspomagająca dla rakiet Titan IVA budowanych przez firmę Lockheed Martin. Jest ulepszeniem dopalaczy UA1205 i UA1206. Wycofana na rzecz dopalaczy USRM.